# Lilla Tallholmen, Sjundeå
Lilla Tallholmen är en ö i Finland. Den ligger i Finska viken och i kommunen Sjundeå i den ekonomiska regionen  Helsingfors i landskapet Nyland, i den södra delen av landet. Ön ligger omkring 35 kilometer väster om Helsingfors.
Öns area är 0,3 hektar och dess största längd är 80 meter i sydöst-nordvästlig riktning.